# Communauté de communes Forterre Val d’Yonne
Die Communauté de communes Forterre Val d’Yonne ist ein ehemaliger französischer Gemeindeverband mit der Rechtsform einer Communauté de communes in den Départements Yonne und Nièvre  der Region Bourgogne-Franche-Comté. Sie wurde am 1. Januar 2014 gegründet und umfasste 19 Gemeinden. Der Verwaltungssitz befand sich im Ort Molesmes. Eine Besonderheit lag in der Département-übergreifenden Struktur der Gemeinden.

## Historische Entwicklung
Der Gemeindeverband entstand 2014 durch Fusion der Vorgängerorganisationen Communauté de communes de Forterre und Communauté de communes du Pays de Coulanges-sur-Yonne.
Mit Wirkung vom 1. Januar 2017 fusionierte der Gemeindeverband mit
- Communauté de communes Portes de Puisaye Forterre sowie
- Communauté de communes Cœur de Puisaye

und bildete so die Nachfolgeorganisation Communauté de communes de Puisaye-Forterre. Abweichend davon wechselte die Gemeinde Merry-sur-Yonne zur Communauté de communes du Pays Coulangeois. Gleichzeitig schlossen sich die Gemeinden Fontenailles, Molesmes und Taingy zur Commune nouvelle Les Hauts de Forterre zusammen.

## Ehemalige Mitgliedsgemeinden

### Département Yonne
1. Andryes
2. Coulanges-sur-Yonne
3. Courson-les-Carrières
4. Crain
5. Druyes-les-Belles-Fontaines
6. Festigny
7. Fontenailles
8. Fontenay-sous-Fouronnes
9. Fouronnes
10. Lain
11. Lucy-sur-Yonne
12. Merry-Sec
13. Merry-sur-Yonne
14. Molesmes
15. Mouffy
16. Ouanne
17. Sementron
18. Taingy

### Département Nièvre
1. Pousseaux